# Groddskinn
Groddskinn (Hyphoderma occidentale) är en svampart som först beskrevs av Donald Philip Rogers, och fick sitt nu gällande namn av Boidin & Gilles 1994. Groddskinn ingår i släktet Hyphoderma och familjen Meruliaceae.  Arten är reproducerande i Sverige. Inga underarter finns listade i Catalogue of Life.